# 布勒比耶尔
布勒比耶尔（法語：Brebières，法語發音：[bʁəbjɛʁ]）是法国上法蘭西大區加来海峡省的一个市镇，位于该省东部，属于阿拉斯区。

## 地理
布勒比耶尔（50°20'13"N, 3°1'22"E）面积10.8 平方千米，位于法国上法蘭西大區加来海峡省，该省份为法国北部沿海省份，西北濒北海，南至索姆省，东临北部省。
与布勒比耶尔接壤的市镇（或旧市镇、城区）包括：宽西、努瓦耶勒苏贝洛讷、基耶里拉莫特、阿图瓦地区维特里、朗布尔莱杜埃、科尔贝姆、古伊苏贝洛讷。

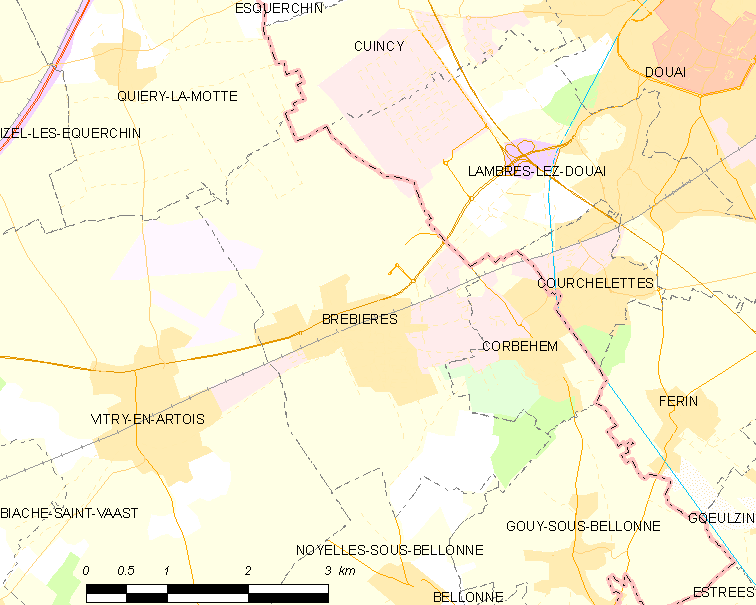
布勒比耶尔的OSM定位图

布勒比耶尔的时区为UTC+01:00、UTC+02:00（夏令时）。

## 行政
布勒比耶尔的邮政编码为62117，INSEE市镇编码为62173。

## 政治
布勒比耶尔所属的省级选区为布勒比耶尔县。

## 人口

1962-2008年间布勒比耶尔人口变化图示

布勒比耶尔于2022年1月1日时的人口数量为5210人。